# Nadifloxacina
La  nadifloxacina (nella fase sperimentale conosciuta con la sigla OPC-7251) è una molecola che appartiene alla classe dei chinoloni di terza generazione. Viene utilizzata nel trattamento dell'acne volgare e di altre infezioni batteriche della cute. In Italia è venduta dalla società farmaceutica Ferrer Internacional con il nome commerciale di Nadixa nella forma farmaceutica di crema contenente l'1% di principio attivo.

## Farmacodinamica
Il composto un fluorchinolone sintetico, ad azione battericida, caratterizzato da un ampio spettro di azione antibatterica contro molteplici germi aerobi Gram-positivi, Gram-negativi ed anaerobi.
Similmente ad altre molecole appartenenti alla stessa classe (enoxacina, fleroxacina ed altre) agisce inibendo gli enzimi batterici DNA-girasi (conosciuta anche come topoisomerasi II) e topoisomerasi IV. Questi enzimi risultano essenziali per la cellula batterica, in particolare per i processi di duplicazione, trascrizione e riparazione dell'acido deossiribonucleico (DNA) batterico.
La nadifloxacina è attiva principalmente sui seguenti germi: Staphylococcus aureus, sia i ceppi meticillina sensibili (MSSA) sia quelli meticillin-resistenti (MRSA), Propionibacterium acnes, Propionibacterium granulosum e lo Staphylococcus epidermis.
La Nadifloxacina, oltre alla classica azione terapeutica antibatterica comune a tutti i chinoloni, sembra possa espletare anche un'azione sebostatica ed antinfiammatoria, favorendo in questo modo la risoluzione delle lesoni papulo-pustolose e migliorando le condizioni cliniche del paziente.

## Farmacocinetica
Non è nota l'entità con la quale la nadifloxacina viene assorbita a seguito di un'applicazione della crema su cute acneica. A seguito di sperimenti eseguiti su soggetti con cute sana si è visto che l'assorbimento è incompleto ma sufficiente a far rilevare un picco plasmatico che viene gradualmente a diminuire con un'emivita che si aggira intorno alle 12,7 ore. 
È stato sottolineato come l'entità dell'assorbimento sia in stretta relazione con il grado di integrità dello strato corneo dell'epidermide. In pazienti affetti da acne è stato invece osservato che l'assorbimento percutaneo del chinolone è certamente superiore rispetto a soggetti con pelle intatta.
Dopo l'assorbimento il farmaco si distribuisce in modo omogeneo e rapido nell'organismo. Il composto è soggetto a processi di metabolizzazione, tramite reazioni di ossidazione e di coniugazione, quindi viene eliminato sia attraverso l'urina che le feci, in forma immodificata e come metaboliti.

## Usi clinici
La nadifloxacina viene utilizzata nel trattamento topico di forme infiammatorie di acne volgare, impetigine e di altre infezioni causate da Staphylococcus aureus e streptococchi.
In uno studio clinico multicentrico e randomizzato completato nel 2013 e coinvolgente un totale di 184 pazienti giapponesi con acne volgare da moderata a severa, nadifloxacina crema 1% associata ad adapalene 0.1% gel hanno dimostrato una elevata efficacia nel ridurre sensibilmente le lesioni papulo-pustolose dei soggetti arruolati nella sperimentazione.

## Effetti collaterali e indesiderati
In corso di trattamento sono stati registrati alcuni effetti avversi a carico prevalentemente della cute e del tessuto sottocutaneo: sensazione di prurito (in assoluto l'effetto indesiderato più frequente), dermatite da contatto, secchezza e irritazione della pelle. Sono stai inoltre registrati casi isolati di arrossamento e rash cutaneo, orticaria e talvolta depigmentazione cutanea.

## Controindicazioni
La nadifloxacina è controindicata nei soggetti con ipersensibilità nota al principio attivo oppure ad altre molecole appartenenti al gruppo dei chinoloni.

## Dosi terapeutiche
La nadifloxacina viene applicata sulle lesioni acneiche due volte al giorno, preferibilmente al mattino e alla sera prima di coricarsi, dopo una adeguata pulizia e detersione delle aree cutanee affette da acne. La durata della terapia con la crema antibiotica è in base alla risposta individuale, ma è comunque consigliato non superare le otto settimane di trattamento. Non è indicato ricorrere al bendaggio occlusivo, ovvero all'apposizione sulla lesione di garze o altro materiale per facilitare il contatto con l'area da trattare evitando che la crema si disperda. È invece necessario evitare il contatto della crema antibiotica con gli occhi, le labbra o con altre mucose.

## Interazioni
La nadifloxacina a seguito di applicazione sulla cute umana presenta un assorbimento costante ma molto scarso e quindi si ritiene estremamente improbabile che si possano verificare interazioni degne di nota con altri farmaci contemporaneamente somministrati per via sistemica.